# Pronuba decora
Pronuba decora är en skalbaggsart som beskrevs av Thomson 1860. Pronuba decora ingår i släktet Pronuba och familjen långhorningar.
Artens utbredningsområde är Paraguay. Inga underarter finns listade i Catalogue of Life.